# Yoru Sumino
Pour les articles homonymes, voir Sumino.
Œuvres principales
- Je veux manger ton pancréas (roman, 2015)
- Mata, Onaji Yume o Mite Ita (light novel, 2016)

Yoru Sumino (住野 よる, Sumino Yoru) est un romancier et écrivain de light novels japonais résidant dans la préfecture d'Osaka. Il est connu pour son roman Je veux manger ton pancréas, adapté au cinéma en 2017.

## Biographie
Yoru Sumino commence à écrire durant ses années au lycée. Il soumet une première histoire au Grand prix du roman Dengeki, mais celle-ci ne passe pas le premier tour de sélection. Il décide alors de réviser son style pour publier Je veux manger ton pancréas, mais le manuscrit final est trop long pour participer au prix.
Son premier roman est finalement publié sur la plateforme Shōsetsuka ni narō en 2014, sous le nom de plume Yasumi Yano (夜野 やすみ, Yano Yasumi). L'année suivante, l'histoire est publiée par Futabasha. Il remporte la seconde place du Grand prix des libraires en 2016 pour Je veux manger ton pancréas. En 2019, son roman Aokute Itakute Moroi remporte la première place dans les livres les plus lus par jeunes de 20 ans en 2018 de honto.jp (ja).

## Principales œuvres
- Je veux manger ton pancréas (君の膵臓をたべたい, Kimi no suizō wo tabetai?), illustré par loundraw (ja), Futabasha, juin 2015,  (ISBN 978-4-575-23905-8).
- Mata, Onaji Yume wo Mite Ita (また、同じ夢を見ていた, Mata, onaji no yume o miteita?)[N 1], illustré par loundraw, Futabasha, février 2016,  (ISBN 978-4-575-23945-4).
- Yoru no Bakemono (ja) (よるのばけもの, Yoru no bakemono?)[N 2], Futabasha, décembre 2016,  (ISBN 978-4-575-24007-8).
- Kakushigoto (か「」く「」し「」ご「」と「, Ka ku shi go to?)[N 3], Shinchōsha, mars 2017,  (ISBN 978-4-10-350831-1).
- Aokute Itakute Moroi (ja) (青くて痛くて脆い, Aokute itakute moroi?)[N 4], Kadokawa Shoten, mars 2018,  (ISBN 978-4-04-105206-8).
- Mugimoto Sanpo no Sukinamono (ja) (麦本三歩の好きなもの, Mugimoto Sanpo no sukinamono?)[N 5], Gentōsha, mars 2019, recueil de nouvelles,  (ISBN 978-4-344-03435-8) :
  - Mugimoto Sanpo wa aruku no ga suki (麦本三歩は歩くのが好き, Mugimoto Sanpo wa aruku no ga suki?)[N 6].
  - Mugimoto Sanpo wa toshokan ga suki (麦本三歩は図書館が好き, Mugimoto Sanpo wa toshokan ga suki?)[N 7], publié chez Shōsetsu Gentō (ja) en janvier 2018 sous le nom Mugimoto Sanpo wa haika ga suki (麦本三歩は配架が好き, Mugimoto Sanpo wa haika ga suki?)[N 8].
  - Mugimoto Sanpo wa wanpointo ga suki (麦本三歩はワンポイントが好き, Mugimoto Sanpo wa wanpointo ga suki?)[N 9], Shōsetsu Gentō, avril 2018.
  - Mugimoto Sanpo wa toshiue ga suki (麦本三歩は年上が好き, Mugimoto Sanpo wa toshiue ga suki?)[N 10].
  - Mugimoto Sanpo wa raimu ga suki (麦本三歩はライムが好き, Mugimoto Sanpo wa raimu ga suki?)[N 11].
  - Mugimoto Sanpo wa nama kurīmu ga suki (麦本三歩は生クリームが好き, Mugimoto Sanpo wa nama kurīmu ga suki?)[N 12], Shōsetsu Gentō, mai 2018.
  - Mugimoto Sanpo wa kimi ga suki (麦本三歩は君が好き, Mugimoto Sanpo wa kimi ga suki?)[N 13], Shōsetsu Gentō, mars 2018.
  - Mugimoto Sanpo wa burubon ga suki (麦本三歩はブルボンが好き, Mugimoto Sanpo wa burubon ga suki?)[N 14], Shōsetsu Gentō, juin 2018.
  - Mugimoto Sanpo wa majo taku ga suki (麦本三歩は魔女宅が好き, Mugimoto Sanpo wa majo taku ga suki?)[N 15].
  - Mugimoto Sanpo wa fansābisu ga suki (麦本三歩はファンサービスが好き, Mugimoto Sanpo wa fansābisu ga suki?)[N 16].
  - Mugimoto Sanpo wa montorē ga suki (麦本三歩はモントレーが好き, Mugimoto Sanpo wa montorē ga suki?)[N 17].
  - Mugimoto Sanpo wa kyō ga suki (麦本三歩は今日が好き, Mugimoto Sanpo wa kyō ga suki?)[N 18], Shōsetsu Gentō, décembre 2018.
- Kono Kimochi mo Itsuka Wasureru (ja) (この気持ちもいつか忘れる, Kono kimohi mo itsuka wasureru?)[N 19], Shinchōsha, septembre 2020,  (ISBN 978-4-10-350832-8).

## Adaptations
Ayant généré plus de deux millions de ventes, Je veux manger ton pancréas connaît plusieurs adaptations, dont un manga dessiné par Izumi Kirihara et sérialisé en deux volumes. Un film mettant en scène Minami Hamabe et Takumi Kitamura sort en 2017, et un film d'animation sort en 2018.
Mata, Onaji Yume wo Mite Ita a lui aussi été adapté en manga, également dessiné par Izumi Kirihara, écrit de septembre 2017 à août 2018 et rassemblé en trois volumes. Kakushigoto est une autre œuvre de Sumino adaptée en manga, avec un premier volume publié en avril 2019 et dessiné par Nieki Zui